# Western (Sierra Leone)
Western (Nederlands: Westelijk) is het kleinste van de vier deelgebieden van Sierra Leone. Het is geen provincie zoals de drie andere delen, maar een speciaal gebied. Het ligt aan de kust in het uiterste zuidwesten van Sierra Leone. In het gebied Western is de hoofdstad van het land, Freetown, gelegen die tevens hoofdstad van het gebied is. Western is 557 vierkante kilometer in oppervlakte en had in 2004 zo'n 950.000 inwoners.

## Grenzen
Western grenst aan twee van Sierra Leones provincies:
- Northern in het noordoosten.
- Southern in het uiterste zuidoosten.

In alle overige richtingen grenst de provincie aan de Atlantische Oceaan.

## Districten
Western is onderverdeeld in twee districten:
- Western Area Rural
- Western Area Urban